# Stegana burmensis
Stegana burmensis är en tvåvingeart som beskrevs av Vasily S. Sidorenko 1997. Stegana burmensis ingår i släktet Stegana och familjen daggflugor.
Artens utbredningsområde är Myanmar. Inga underarter finns listade i Catalogue of Life.